# Ткач, Дмитрий Васильевич

Памятная доска Дмитрию Ткачу

Дмитрий Васильевич Ткач (до 1944 также Пазвотич) (укр. Дмитро́ Васи́льович Ткач; 29 августа (11 сентября) 1912, Орлик — 1993, Киев) — украинский советский писатель, журналист и редактор.

## Биография
Родился 29 августа (11 сентября) 1912 года в селе Орлик (ныне Кобелякского района Полтавской области Украины) в семье столяра.
После Первой мировой войны и революции с 8-ми лет беспризорник. Позже нашёл родного дядю учителя на Полтавщине, пошёл в школу. Увлёкся чтением, особенно, книгами Джека Лондона. Под влиянием его произведений, решил описать свою жизнь в кругу беспризорных детей. Рассказ понравился дяде и тот в 1925 году, отвёз мальчика в Харьков, где показал его писателю И. Е. Сенченко, похвально отозвавшемся о первом литературном опыте Ткача и посоветовавшего юноше «не выпускать пера из рук».
После окончания школы Дмитрий Ткач работал горновым и прессовщиком на Дружковском металлургическом заводе на Донбассе, затем был сотрудником заводской многотиражки. Служил в Военно-морском флоте СССР. В 1940 году окончил Криворожский учительский институт. 
Участник Великой Отечественного войны. Член КПСС с 1943 года. С 1941 по 1945 годы — моряк, затем командир отделения радистов, старшина сторожевого корабля «Шторм» Черноморского флота.
Его командир П. В. Уваров писал "командир отделения радистов старшина 1-й статьи Дмитрий Ткач, невысокий, ладно скроенный, всегда чисто выбритый и опрятно одетый. От всей его фигуры так и веет энергией и здоровьем. Это он во время набеговых действий «Шторма» на аэродромы Анапы влез на мачту, когда была осколком перебита антенна, и под вражеским обстрелом восстановил связь. Но больше всего вызывало уважение команды то, что Ткач пробовал писать морские рассказы и повести. Это увлечение и определило дальнейшую его судьбу: после войны Дмитрий Васильевич выпустил две первых книги «Моряки» и «Племя сильных», вступил в Союз писателей.".
До начала войны и в первые послевоенные годы работал в редакции криворожской газеты «Красный горняк», затем — в днепропетровской газете «Заря», заместителем главного редактора журнала «Днипро», главным редактором книжного издательства «Молодь», директором издательства детской литературы «Веселка».
В конце жизни страдал от неизлечимой болезни глаз.
Умер в 1993 году в Киеве. Похоронен на Байковом кладбище.

## Творчество
Печатался с 1932 года. Автор романов «Крута хвиля» (1954), трилогии «Плем’я сильних» (1957), посвящённой горнякам Криворожья, романов «Арена» (1960), «У нас в гуртожитку» (1966), «Шторм і штиль» (1971), повестей «Пять миль», «Повість про боцмана Смолу», «Опасная зона» (1958), «Чёрное сальто» (1962), «Є стояти на смерть!» (1967), «Суду не буде» (1971), «Генуезька башта» (1974), сборников прозы «Спокійне море» (1974) и др.
Тема войны стала одной из главных в творчестве писателя. Значительное место в творчестве Ткача занимают произведения для детей и про детей.

## Награды[1]
- Орден Красной Звезды (26.09.1943)
- Медаль «За отвагу» (17.08.1944)
- Медаль «За оборону Кавказа» (01.05.1944)
- Медаль «За победу над Германией в Великой Отечественной войне 1941–1945 гг.» (09.05.1945)
- Орден Отечественной войны II степени (13.10.1945)
- Литературная премия имени Леси Украинки (1981).
- Орден Отечественной войны I степени (1985)

## Память
- На фасаде дома № 2 по улице Коцюбинского в Киеве, где жил и работал писатель в 1958—1993 годах, установлена бронзовая памятная доска.